# سانفورد والاس
سانفورد والاس (بالإنجليزية: Sanford Wallace)‏ هو مجرم أمريكي، ولد في 1968.

## وصلات خارجية
- سانفورد والاس على موقع إن إن دي بي (الإنجليزية)